# Secretariat
Secretariat (30 de março de 1970 - 4 de outubro de 1989) foi um cavalo de corrida americano puro-sangue que, em 1973, se tornou o primeiro vencedor da Tríplice Coroa em 25 anos. Sua vitória com tempo recorde no Belmont Stakes, que teve 31 corpos de vantagem para o segundo colocado, é amplamente considerada uma das maiores corridas da história. Durante sua carreira, ele ganhou cinco prêmios Eclipse, incluindo o Cavalo do Ano aos dois e três anos. Ele foi nomeado para o Museu Nacional de Corrida e Hall da Fama em 1974. Está na lista dos 100 melhores cavalos de corrida dos Estados Unidos do século 20, atrás apenas de Man o' War.
Aos dois anos, Secretariat terminou em quarto em sua estreia de estreia em 1972, mas depois ganhou sete de suas oito disputas seguintes. Sua única derrota durante neste período foi no Champagne Stakes, onde terminou em primeiro, mas foi desqualificado para segundo por interferência. Ele recebeu o Prêmio Eclipse de campeão potro de dois anos e também foi o Cavalo do Ano de 1972, uma rara honra para um cavalo tão jovem.
Aos três anos, Secretariat não só ganhou a Tríplice Coroa, como também estabeleceu recordes de velocidade em todas as três corridas. Seu tempo no Kentucky Derby ainda permanece como o melhor até hoje, e seu tempo em Belmont Stakes se destaca como o recorde americano na distância. Seu tempo controversp no Preakness Stakes foi finalmente reconhecido como um registro de apostas em 2012. Ele ganhou seu segundo título de Cavalo do Ano, além do Prêmio Eclipse para o potro campeão de três anos e o cavalo campeão de relva. Era de pelagem alazã, filho de Bold Ruler, um neto de Nearco, nascido no The Meadow Stables em Caroline County, Virginia.

## Representações culturais
- Filme dos Estúdios Walt Disney: Secretariat (2010)
- Selo do Correio dos Estados Unidos (1999)
- Série animada BoJack Horseman (2 episódios - 2015)

## Livros sobre Secretariat
- Charles Justice The Greatest Horse of All: A Controversy Examined. 2008. AuthorHouse. Bloomington. Indiana; ISBN 978-1-4389-193-0, ISBN 978-1-4389-192-3
- Raymond G. Woolfe, Jr:   Secretariat. 2010. The Derrydale Pr Inc, Manhattan,New York. ISBN 1586671170, ISBN 9781586671174  (Há edicões anteriores de 1974 e 2001).
- Timothy T. Capps. Secretariat 2003.The Bloodhorse. Lexington.ISBN 1-58150-091-2
- William Nack. Secretariat: the making of a champion. 2002. Editora Da Capo Press, Cambridge, Massachusetts. ISBN 0306811332,  ISBN 9780306811333